# فاضل آباد (مقاطعة دلفان)
فاضل‌آباد (بالفارسية: فاضل‌آباد) هي قرية تقع في قسم ميربغ الجنوبي الريفي (مقاطعة دلفان) في إيران. يقدر عدد سكانها بـ 273 نسمة .